# Arlene Baxter
Arlene Baxter, född 27 november 1962 i Oceanside, Kalifornien, USA, är en amerikansk fotomodell och fotograf.
Arlene Baxter var Playboys Playmate of the Month i december 1993.